# Fernando Espinosa de los Monteros y Bermejillo
Fernando Espinosa de los Monteros y Bermejillo  (San Sebastián, 12 de septiembre de 1884-Madrid, 19 de diciembre de 1937) fue un político y diplomático español.  

## Biografía
Hijo de Carlos Espinosa de los Monteros y Sagaseta de Ilurdoz ingresa en la carrera diplomática y ocupa la Subsecretaría del Ministerio de Estado desde 1921, encargándose del Ministerio en el periodo que abarcará tras el golpe militar de Miguel Primo de Rivera desde septiembre de 1923 hasta diciembre de 1925.   
Al comienzo de la Guerra civil, estuvo preso en la cárcel Modelo, de la que consiguió escapar y refugiarse en Francia.    